# 宇宙大怪獣ギララ
『宇宙大怪獣ギララ』（うちゅうだいかいじゅうギララ）は、松竹が製作し、1967年（昭和42年）3月25日に公開されたカラー怪獣映画作品。及び、この作品に登場する架空の怪獣。
同時上映は『銀の長靴（ブーツ）』『科学の驚異 ミサイル大空を飛ぶ』。

## ストーリー
謎の発光体と遭遇したという連絡後、行方不明になった宇宙船の捜査のため、日本宇宙開発局・富士宇宙センター (FAFC) の新たな宇宙船「アストロボート」（AABガンマー号）が地球から宇宙へ向かう。月ステーション経由で帰路についたアストロボートは謎の発光体と遭遇し、謎の物質の噴霧を受ける。隊員の佐野とリーザにより、噴射ノズルに付着した物質から岩石のような発光体が採集されて地球へ持ち帰られるが、研究室に保管されたそれはカプセルから消え、研究室には発光体の白いかすと鳥のような3本指の足跡が残されていた。
翌日、FAFC宇宙基地周辺に怪獣が出現する。加藤博士たちによってギララと名づけられた怪獣は、徐々に東京方面へ移動して都心を蹂躙する。自衛隊の攻撃もまったく効果がなく、エネルギーを求めてギララは原子力発電所や水力発電所を破壊しつつ巨大化したうえ、巨大な火の玉となって空を飛び回り、エネルギーを吸収できる場所を求め続ける。
一方、白いかすに含まれる物質ギララニウムがすべてのエネルギー吸収と放射線を遮断することを突き止めた佐野たちは、ギララニウムが月の岩石に豊富に含まれることも知り、月に急行する。佐野たちは発光体の妨害やギララニウム自体から出される電磁波をかわしつつ地球に帰還するが、バーマン博士が建設した濃縮ウラン原子炉の核燃料を求め、FAFC宇宙基地にギララが出現する。破壊の爆風に巻き込まれたリーザが研究室のタンクに足を挟まれる窮地のなか、なおも基地に近づこうとするギララに対し、佐野と宮本は核燃料で基地外に誘導する作戦に打って出る。

## 概要
松竹が制作した唯一の怪獣映画。本作以前の日本映画界では、円谷英二のもと、東宝で「ゴジラシリーズ」を含めた「怪獣映画」が年2本のペースで公開されていたが、予算と特撮を駆使した怪獣映画の参入は、各社及び腰であった。このなか、1965年（昭和40年）に大映が『大怪獣ガメラ』を制作して怪獣映画市場に参入、大ヒットとしていた。
1966年（昭和41年）初頭に、円谷監督の興した円谷特技プロダクションによって制作されたテレビ番組『ウルトラQ』（TBS）が放映されると、これをきっかけに子供たちの間で、空前の「怪獣ブーム」が起こった。同年3月には大映が前年の『大怪獣ガメラ』の続編として『大怪獣決闘 ガメラ対バルゴン』を『大魔神』と二本立て公開。前作を上回る大ヒットとした。
1967年（昭和42年）に入って、怪獣ブームはますます過熱。テレビでは怪獣の登場する特撮番組が目白押しとなり、映画界では東宝の「ゴジラシリーズ」、大映の「ガメラシリーズ」が両社のドル箱となっていた。この一大社会現象を背景に、当時斜陽化しつつあった邦画界の中、日活・松竹もこれを好機ととらえ、競い合って特撮怪獣映画を製作する事態となった。こうして日活が『大巨獣ガッパ』を製作し、これに対抗して松竹が製作し、大映の『大怪獣空中戦 ガメラ対ギャオス』に続き、日活の『大巨獣ガッパ』に先駆けて春休み興行に打って出たのがこの『宇宙大怪獣ギララ』である。
『映画時報』1966年11月号には「東映が劇映画と動画をミックスした『大忍術映画ワタリ』などを出し、これが当たったので日活や松竹まで特撮映画を企画し、来年(1967年)の春休みを当て込んで公開を準備している」と書かれており、『ギララ』と『ガッパ』は、『ゴジラ』『ガメラ』ではなく、『ワタリ』が切っ掛けで製作されたものである。『映画年鑑 1967年版』にも「怪獣ブーム」や「怪獣映画」といった記述は一切なく、それらは全て「特撮』「特撮映画」「特撮もの」と記述されている。『映画時報』1966年11月号には「特撮映画ラッシュも今年の特徴に加えていい」と書かれており、1966年～1967年当時の映画界では「怪獣ブーム」や「怪獣映画」という捉え方はせず、特撮を使う映画をひっくるめて特撮映画と呼んでいた。
政府もこの一大「怪獣ブーム」を背景に、海外に売れる怪獣映画による外貨獲得の狙いをもって制作融資を行った。本作は「社団法人・映画輸出振興協会」による輸出映画産業振興金融措置の融資を受けて、製作された映画である。製作費は松竹によると1億5000万円（当時）。
松竹は本作について、次のように解説している。（原文ママ。題名の「宇宙大怪獣」と「ギララ」の間には「・」が入る）
本作は宇宙を舞台にしたSF映画の体裁をとり、東宝や大映の怪獣映画と差別化が図られた。科学考証には光瀬龍が招かれ、前半部では月面基地や宇宙空間でのメカ描写などが丹念に描写された。一方で月面基地に檜風呂が登場したり、恋愛ドラマも盛り込まれるなど、「松竹大船調」の演出によって、他社とは異質な作品作りが行われ、「メロの本家でも怪獣製作」などと報じられた。ストーリーは、謎の円盤の正体が結局明かされないまま終わるなど、やや構成の難が指摘されている。
怪獣のデザインが決定すると、前年12月17日に東急ホテルで製作発表会が開かれ、島田プロデューサー、二本松監督、池田特撮監督、光瀬龍の4人が出席し、「宇宙怪獣」の模型を囲んで大々的に宣伝が行われた。
脚本準備稿は当初『宇宙大怪獣』と仮題され、マンモス植物も登場する予定だった。次に『SF宇宙大怪獣』と仮題され、アストロボートの設定が盛り込まれて「SF」が全面に押し出され、この後の最終決定稿で『SF宇宙大怪獣ギララ』と表記された。封切り公開9日前の3月16日に、『宇宙大怪獣・ギララ』と題する完成試写台本が刷られ、本作題名となっている。

## キャスト
ヒロインの原田糸子は西野バレエ団出身で、デビュー2作目で主演女優となった。公開に合わせ、ギララとともに和崎柳澤、原田ら出演者4名が関東周辺の孤児施設を周り、慰問活動を行っている。
- 佐野：和崎俊也
- 道子：原田糸子
- 宮本：柳沢真一
- 塩田：園井啓介
- 月ステーション通信員A：藤岡弘
- 加藤博士：岡田英次
- リーザ：ペギー・ニール（日本語吹き替え：武藤礼子）
- バーマン博士：フランツ・グルーベル（日本語吹き替え：大木民夫）
- スタイン：マイク・ダニーン（日本語吹き替え：大宮悌二）
- 対策本部長：北竜二
- FAFC技官：穂積隆信
- FAFCのオペレーター：渡辺紀行
- 木村：浜田寅彦
- 大屋満
- 仲子大介
- 須藤照夫
- 月ステーション通信員B：小田草之助
- FAFCのオペレーター：加島潤
- 警視庁長官：中田耕二
- 変電所係員：川村禾門
- 小森英明
- 山中淳
- 川島照満
- 沖秀一
- 園田健二
- 加登秀樹
- 比嘉照子
- 深山悦子

## スタッフ
本作の特撮を担当したのは、元・松竹の特撮技師川上景司、前年に東宝を離れた渡辺明、小田切幸雄らによって結成された特撮請負会社「日本特撮映画株式会社」である。同社は同年に『ガッパ』も手掛けた。
ギララの特撮スタッフには、島倉二千六、菅沼峻、滝川重郎ら当時東宝特技課に在籍中でありながらアルバイトでこっそり参加した者たちもいた。島倉によると、彼らがロケハン先で円谷組メインスタッフとばったり顔を合わせてしまってこれがばれ、契約違反で解雇されてそのまま島倉ら数人が「日本特撮映画株式会社」（1969年解散）に合流してギララに加わることとなっている。
- 製作：中島渉
- 製作補：島田昭彦
- 脚本：元持栄美、石田守良、二本松嘉瑞
- 監修：光瀬龍
- 撮影：平瀬静雄、大越千虎
- 美術：重田重盛
- 音楽：いずみたく
- 照明：津吹正、高橋利文
- 編集：杉原よし
- 録音：中村寛
- 調音：松本隆司
- 監督助手：白木慶二、伊藤聚
- 装置：太田正次郎
- 光学技術：石川智弘
- 進行：福山正行、萩原辰雄
- 製作助手：武藤三郎
- 現像：東洋現像所
- 製作主任：内藤誠
- 特撮監修：川上景司
- 特撮美術：福田太郎
- 協力：日本特撮株式会社
- 協賛：渡辺製菓
- 監督：二本松嘉瑞
- 特撮監督：池田博

### スタッフ（ノンクレジット）
- 協力：渡辺明、小田切幸雄[要出典]
- スチール： 梶本一三、金田正[要出典]
- 製作宣伝：藤谷政雄[要出典]
- 宣伝プロ：藤川忠勝[要出典]

## 主題歌
「ギララのロック」
作詞：永六輔 / 作曲：いずみたく / 歌：ボニージャックス / セリフ：柳沢真一、原田糸子
「月と星のバラード」
作詞：永六輔 / 作曲：いずみたく / 歌：倍賞千恵子
JASRAC録認第10386号、出認第413161号。
映画公開に合わせ、キングレコードレーベルで、ケイブンシャからソノシートが発売された。ソノシート版では「月と星のバラード」が正主題歌扱いになっており、「ギララのロック」の歌中台詞は柳沢ではなく和崎俊也だった。俳優陣を使ったドラマが挿入される内容に、映画スチールとイラストで絵物語が構成されている。定価280円。
同じキングレコードからはシングルEPレコードも発売された。ジャケットはギララとアストロボートの写真に、倍賞千恵子やボニージャックスの顔写真が並べられたデザインとなっている。

## 登場キャラクター

### ギララ
謎の発光体がアストロボートに噴霧した胞子状の発光物質が、地球のFAFCに持ち帰られ、怪獣に変化した。当初は小型であったが、地球上の電気や電子エネルギーを吸収して巨大化する。長い爪で建物を破壊し、口から白色の火球を吐いて暴れる。身長と同じ大きさの赤い火球になって飛行することも可能。噴霧した物質に含まれるギララニウムが弱点で、これによってエネルギーを吸収されると体が縮む。資料によっては、触角からの超音波や尻尾の鋏からの怪光線などの能力を持ち、手足にはエネルギー吸盤や火炎袋や溶解液袋やエネルギー吸収袋を有し、耳のアンテナや目や脳のレーダーなどの機能が紹介されている。
『松竹タイムス 宇宙大怪獣・ギララ』では、その能力は以下のように説明されている（原文ママ）。
ギララのネーミング
ギララは『宇宙大怪獣』題名時の初稿脚本では、「怪虫X」、「怪虫」などと表記され、『SF宇宙大怪獣』題名時の準備稿で「デモラ（仮称）」と極秘扱いで表記された。また、本文で「デモス」表記された部分もあった。この「ギララ」については、「ギ」がギリシャ語で「巨大」、「ラ」はラテン語で「大きい」という意味であると説明されている。
公開を前に渡辺製菓とのタイアップで、「宇宙怪獣」の正式名称が『週刊少年マガジン』や『週刊少年キング』、ポスターによって公募された。210,564人の応募（松竹の発表）のなかから「ギララ」が採用され、静岡県在住の12歳の女子小学生と神奈川県の16歳の2人に懸賞の欧州旅行招待券がプレゼントされた。1月28日には、撮影所内で「宇宙大怪獣命名式」と題し、林家三平の司会で行われた公開命名式の特撮セットに多数の子供たちが招待され、アストロボートの飛行実演などを見学している。
ギララの美術・造形
昭和41年12月に重田重盛によるデザイン画が決定し、1尺大の粘土模型が作られた。この模型は体色が緑色で、宣伝部によって「プラトニカル・ギララドニシウス」（Pratonical Gilaladonishious）とプレート刻名され、現在も松竹で保存されている。
ぬいぐるみの造形は前年に東宝特美課を退職独立した開米栄三の指導のもと 、これも前年に東宝特美課を退職し、「日本特撮映画株式会社」に参加していた小田切幸雄によって行われた。頭、手足の粘土原型が起こされ、ラテックスによる型抜きで製作された。表皮はいぼを型取ったものを貼り付けて作られて雲母が混ぜ込まれ、照明で輝くようになっている。

### アストロボート
宇宙をテーマにした作品として登場するオリジナルメカ。宇宙探査と宇宙開発を任務とするFAFCの新型原子力宇宙船で、正式名称は「Atomic Astro Boat」（AAB）。別名「宇宙船AABガンマー号」。当初の任務は火星の有人探査であり、原因不明のまま遭難した以前の火星探査船の遭難原因の調査も目的とされていた。船体材質は特殊不燃性軽合金。打ち上げ時には通常の宇宙船同様、二段式ロケットの先端部にカプセルに格納された状態で搭載される。雑誌などでのアピール度は強かったが、劇中ではあまり目立った活躍はなく、ギララを攻撃するようなシーンもない。1尺、3尺のミニチュアが作られた。
なお、のちの『ギララの逆襲/洞爺湖サミット危機一発』にはAABガンマー号のパロディとして、中国籍の火星探査船「AACベーター号」が登場する。

### その他のメカ
劇中にはほかに、「アストロボート」を収納する宇宙母艦、月面移動用の「アストロスクーター」、各種ロケットが登場した。「アストロボート」を始め、劇中メカはアメリカの「LIFE」誌などを参考に、重田重盛によってデザインされたが、一部二本松監督がデザインしたものもあるという。
また、東宝以外の邦画作品では珍しく、架空の兵器として、「ミサイル搭載装甲車」と「自走レーザー砲」も登場する。実在の兵器として自衛隊のF-104や61式戦車が登場する。

## 漫画化
『別冊少年マガジン』（講談社）昭和42年4月号に、ダイジェスト漫画が掲載された。著者は古城武司。

## 商品化
丸昌から人工着色による劇中写真を使った5円プロマイド（ブロマイド）が18種発売された。メンコも各種発売されている。マルミツノートなどから学習ノートも販売された。マルサン商店からはソフトビニール人形が発売された。緑商会からは、プラモデルのギララがモーター動力（大）・ゼンマイ動力（小）、アストロボートはゼンマイ動力（大）・ゴム動力（小）が、それぞれ発売された。ギララ（小）とアストロボート（大）は緑商会解散後、童友社から再版されている。

## 宣伝興行
欧州旅行招待券を懸賞に、上述のように名称募集が行われた。劇場では、公開前に『宇宙大怪獣ギララしんぶん』が配られ、大伴昌司による解剖図がついた。ギララの全体像は小出しにされ、プレスシートなどでは全身が分からないようギララが横を向いているものもあり、大半がイラストによるものだった。また公開時にはギララの写真入りの時間表が劇場で子供たちに配られた。

## 海外興行
松竹宣伝部で『 The X from Outer Space』との英語題名がつけられ、海外セールスが行われた。英語の呼び名表記は「Guilala」。
ドイツではギララは「ギラ」という名で、『ギラ フランケンシュタインの悪魔』（Guilla Frankensteins Teufelsei）の題名で公開された。この副題は、「フランケンシュタイン」がドイツでは「巨大な怪物」を意味する単語であるため。フランスではギララは「イトカ」という名で、『イトカ 銀河の怪獣』（Itoka le monstre des galaxies）の題名で公開された。イタリアやスペインでも公開されている。

## 映像ソフト
- 2001年4月21日に松竹からDVD『宇宙大怪獣ギララ コレクターズ・エディション』が発売された[12]。
- 2003年4月25日に松竹からニューテレシネ・デジタルリマスター修復版DVDが発売[13]。同日に『吸血鬼ゴケミドロ』『昆虫大戦争』『吸血髑髏船』とセットになったDVD-BOX『S-F CUBE』も発売された[13]。映像・音声特典は2001年版と同一[13]。『S-F CUBE』にはヴィネットタイプフィギュアも付属する[13]。
- 2014年12月3日に松竹からBlu-ray Disc『あの頃映画 the BEST 松竹ブルーレイ・コレクション 宇宙大怪獣ギララ』が発売された[14][15]。